# Illes Åland
Les illes Åland (en suec: Åland, en finès: Ahvenanmaa) siutades al Golf de Bòtnia al mar Baltic, formen part de Finlàndia, de la qual constitueixen una regió autònoma i desmilitaritzada, si bé els seus habitants són de llengua sueca (el 95% de la població).
Amb una superfície total de 1.527 km², repartits entre més de 6.500 illes i illots, de les quals només 80 són habitades per 26.257 habitants (2002), les illes estan formades per una variant local de granit i pòrfir (Aland-Rapakin). Són més aviat baixes, i el seu punt més alt, l'Orrdalsklint (129 metres), és a l'illa més gran, Åland, on es troba també la capital Mariehamn.

## Estatus polític de les illes
Les illes Åland tenen l'estatus de província autònoma de Finlàndia, i gaudeixen, d'acord amb la Llei sobre l'autonomia d'Åland adoptada el 12 d'octubre de 1951 i confirmada el 1990, d'un estatus d'Estat lliure associat. Disposa de la seva pròpia bandera des del 1954, un parlament amb poders amplis, el dret d'emetre segells i conservar el suec com a llengua oficial.
Com a territori autònom, les Åland són membres del Consell Nòrdic, on disposen de 2 representants.

## Història

### Orígens
Les illes van sorgir del mar potser en el 8000 aC, i cap al 4200 aC hi aparegueren els primers assentaments humans, de caràcter estacional, caçadors i pescadors dels quals es conserva alguna terrissa. En el 2500 aC s'hi establiren gent de la cultura Ware que fan Jettbölegoddesses, divinitats de fang amb forma humana.
Durant l'edat de Bronze (1500-1000 aC) les illes foren poblades completament (cultura de Sundby), però els canvis climàtics del 400 aC van provocar una disminució forta de la població, de la que no es recuperaria fins al 800 dC.
Es creu que les illes ja foren poblades pels escandinaus durant el segle x, pels antics vikings suecs, i que formaren part del regne de Suècia. Es construïren granges i es va introduir el cristianisme. El 1300 passaren a formar part de la batllia i del bisbat d'Åbo (avui Turku, Finlàndia), i el 1388 és esmentat per primer cop el castell de Kastelholm. Cap al segle xv formaren part del ducat de Finlàndia, que pertanyia a Suècia, i Kastelholm n'era la capital. El 1442 es ratificà el codi legal del rei Cristòfol, mercè el qual els illencs només podien comerciar amb Åbo i Estocolm.Per aquestes dates s'afegirà a la Unió de Kalmar.
El 1472 és esmentat per primer cop el monestir de Kökar, i el 1507 una flota danesa comandada per Sören Norrby arrassà Kastelholm. En 1521-1523 les illes es van veure involucrades en la guerra sueco-danesa de Gustau Vasa. El 1556 el duc Jan de Suècia rebé Åland i Åboland com a feu, i el 1571 el rei Eric XIV de Suècia i Karin Månsdotter van restar com a presoners al castell de Kastelholm.
El 1634 les illes passaren a formar part del comtat d'Åbo i Björneborg (Turku i Pori, en finès), i des del 1638 s'establí un servei de correu entre les illes amb Suècia i Finlàndia, privilegi reial que hagueren de pagar els pagesos. El 1639 s'establí a Saltvik l'escola Ålands pedagogi.

### Ocupació russa
El 1714 el tsar de Rússia Pere I el Gran hi vencé l'armada sueca en una batalla naval, i el 1743 foren ocupades temporalment pels russos. Les illes foren devastades i la major part de la població decidí fugir cap a Suècia. El 1718 suecs i russos signaren la pau de Vårdö, i els suecs mantingueren la possessió de les illes. El 1765 els illencs reberen el privilegi de comerciar amb qui vulguessin. El 1795 F.W. Radloff en feu el primer cens, i el 1796 s'instal·là un telègraf òptic entre Grisslehamn i Signildskär.
Els governadors militars del territori foren:
- 1714 - 1721 	Fiódor Matvéievitx Apraksin (1671 - 1728)
- 1742 - 1743 Pitor Lassi
- 1808 - 1809 Pitor Ivànovitx Bagration (1765 - 1812)

El 1808 els russos ocuparen les illes i establiren tropes a Kumlinge, cosa que provocà una forta sublevació pagesa que els deixà fora de combat. Però per la Pau de Friedricksham del 1809, igual que tot Finlàndia, passaren a mans de Rússia. Formarien part del govern d'Åbo-Björneborg, dins del ducat de Finlàndia. El 1820 el tsar Nicolau I de Rússia va fer construir la fortalesa de Bormasund a la vila de Skarpans; el 1828 es creà una oficina de correus a Eckerö, i el 1835 una escola de navegació a Godby. Els governadors del districte d'Åland foren: 
- 1832 - 1853 Adolf Fredrik von Willebrand 1796 - 1853
- 1853 - 1880 	Carl Oskar Lignell 1815 - 1880
- 1881 - 1890 	Johan Frithiof Salvén 1836 - 1890
- 1890 - 1896 Alexander Stefanus Träskelin 1854 - 1896
- 1896 - 1897 	Thure Severin Granberg
- 1898 - 1906 	Reinhold Waldemar Blomqvist 1845 - 1906
- 1906 - 1913 Johan Axel Bergroth 1862 -
- 1913 - 1915 Robert Optatus Silander 1861 - 1917
- 1915 - 1916 Karl Fredrik Nummelin 1881 - 1916
- 1917 Aarne Nyström Inha
- 1917 Robert Optatus Silander
- 1917 - 1919 Emil Valter Johansson

Durant la Guerra de Crimea del 1854, la flota anglofrancesa, comandada pel francès Baraguay d'Hilliers, va destruir la fortalesa de Bormasund. Així, per la Convenció d'Åland del 1856, signada per Rússia, França i Gran Bretanya, s'acordà que les illes no serien mai més fortificades i serien declarades zona desmilitaritzada i de lliure comerç. Això va possibilitar un fort desenvolupament econòmic dels camperols. Tot i així, el 1908 el ministre rús Iswolski va intentar fortificar-les, però n'hagué de desistir per les protestes angleses. La capital de l'illa, Mariehamn, no es fundaria fins al 1861, al voltant de la vila d'Övernäs, a Jomala. El 1886 es va formar una colònia d'artistes suecs a Önningeby, liderada per Victor Westerholm, mentre que el 1895 va començar a funcionar a Finström l'Institut Popular d'Åland.
Els russos, però, fortificaren les costes el novembre del 1915, en plena Primera Guerra Mundial, cosa que provocà les protestes el maig del 1916 de Gustav Stefens, cap del Partit Activista Suec, qui exigí aleshores la seva annexió a Suècia.
Quan el 1917 es proclamà la independència de Finlàndia, els alandesos reclamaren el dret d'autodeterminació per unir-se a Suècia a l'Ateneu d'Åland el 20 d'agost del 1917. Reberen el suport tant del govern com del poble suec. El 2 de febrer del 1918 els alandesos demanaren ajuda oficialment als suecs per tal que se'ls annexessin, amb un plec de signatures de la major part de la població adulta, en resposta als enfrontaments de Godby entre els Guàrdies Rojos i el Nystad (Uusikaupunki) Corps. Així, el 23 de febrer Suècia hi envià 600 soldats i ocupà militarment les illes, però les abandonà el 3 de març. Això ho aprofitaren els alemanys per tal d'organitzar un govern proalemany a Eckerö amb un parlament no escollit, per poder donar suport als independentistes finlandesos, i així ocupar també les illes.

### Autogovern amb Finlàndia

Bandera de les illes Åland, 1922-1945

El 10 de juny del 1919 els alemanys abandonaren Åland, que foren ocupades per Finlàndia. Tres representants de les illes participaren en la Conferència de París del 1919. El 1920 el govern finès garantí als illencs l'autonomia, però no el dret de secessió, de manera que la qüestió fou transferida a la nova Societat de Nacions, ja que els activistes alandesos Julius Sundblom i Carl Björkman foren acusats d'alta traïció i hagueren d'abandonar les illes.
Pel juny del 1921 la SDN va declarar que Finlàndia tenia la sobirania sobre les illes, però alhora que certes condicions pertanyents a la identitat nacional havien de ser incloses en la legislació autonòmica oferta per Finlàndia, i que les illes havien de ser declarades zona neutral i no fortificada. D'aquesta manera, el 9 de juny del 1922 (diada nacional de les illes) el govern finès de Rafael Erich concedí un fort grau d'autonomia als illencs a canvi que no donessin suport a les reivindicacions sueques. Des d'aleshores, van gaudir d'un parlament autònom o Landsting i d'un govern propi presidit per un Lantråd (primer ministre); el suec va ser declarat llengua cooficial i l'únic idioma a l'ensenyament.
Se celebraren també les primeres eleccions al parlament local. Julius Sundblom (1865-1945), líder del moviment popular de retorn a Suècia, en fou elegit el primer president. El 1938 els governs suec i finès aprovaren el Pla d'Estocolm per a militaritzar les illes, cosa que provocà les protestes dels illencs i del govern soviètic, raó per la qual al final no es va dur a terme. Tot i així, es van construir fortificacions des del 1939 al 1944, i en acabar la guerra es van demolir.
Després de la Segona Guerra Mundial, el 1947 es garantí per les noves grans potències (EUA i URSS) la neutralitat i desmilitarització de les illes. Alhora, el govern finès aprovà el 1951 una Llei de Revisió de l'Autonomia, mercès a la qual els donà independència en la legislació d'afers interns i control autònom sobre l'economia de les illes. A més, aquesta llei no pot ser rebutjada o esmenada per l'Eduskunta finès sense consentiment del Landsting alandès. El 1954, a més, es va aprovar l'ús oficial de la bandera de les illes.
Des del 1970 l'arxipèlag és membre del Consell Nòrdic. El 1978 es va construir un nou edifici de govern, i des del 1984 està autoritzat a emetre segells de correu propis.